# Les Vierges de Rome
Pour plus de détails, voir Fiche technique et Distribution.
Les Vierges de Rome (Le vergini di Roma) est un film franco-italo-yougoslave réalisé par Carlo Ludovico Bragaglia et Vittorio Cottafavi, sorti en 1961.

## Synopsis
Au VIe siècle av. J.-C., Rome est assiégée par les Étrusques et leurs alliés, des soldats grecs ainsi que des Gaulois menés par Drusco. Porsenna, le chef des Étrusques, accorde une trêve à Rome à condition que la cité lui remette mille otages en garantie. Drusco, attiré par Clélie qui est à la tête d'un bataillon de courageuses Romaines, exige que ces femmes fassent partie des otages. Lucille, la fille de Porsenna, exhorte les Grecs à détruire Rome. Elle décharge les Gaulois de la surveillance des prisonnières et, dès qu'ils sont partis en expédition, elle enivre les Étrusques pour les inciter à abattre les otages. Clélie et ses compagnes réussissent à s'échapper, ce qui met fin à la trêve et déclenche l'attaque des Étrusques. Malgré la ruse de Clélie et de ses guerrières qui empruntent les égouts souterrains pour surprendre l'ennemi par l'arrière, les Étrusques sont vainqueurs. Mais Drusco intervient pour que la paix soit proclamée et demande à Clélie de l'épouser.

## Fiche technique
- Titre original : Le vergini di Roma
- Titre français : Les Vierges de Rome
- Réalisation : Carlo Ludovico Bragaglia, Vittorio Cottafavi
- Scénario : Luigi Emmanuele, Léo Joannon et Pierre O'Connell d'après une histoire de Luigi Emmanuele et Gaetano Loffredo
- Direction artistique : Kosta Krivokapic, Raymond Gabutti
- Décors : Jean d'Eaubonne, Miomir Denic
- Costumes : Piero Sadun
- Maquillages : Hagop Arakelian, Louis Bonnemaison
- Photographie : Marc Fossard
- Son : Pierre Goumy, Fernand Janisse
- Montage : René Le Hénaff, Michel Leroy
- Musique : Marcel Landowski
- Production : Arys Nissotti, Carlo Ludovico Bragaglia
- Sociétés de production : Cine-Italia Film (Italie), Critérion Film (France), Régina Production (France), CFS Kosutnjak (Yougoslavie), UFUS (Yougoslavie)
- Société de distribution : United Artists
- Pays d’origine :  Italie |  France |  Yougoslavie
- Tournage : 
  - Langue : italien
  - Studios : Cinecittà (Italie)
- Format : 35 mm — couleur (Eastmancolor) — 1.75:1 — son monophonique
- Genre : Film dramatique, Film d'aventure, péplum
- Durée : 99 minutes
- Dates de sortie : 
  - Italie - 24 mars 1961
  - France - 24 mai 1961
- Classification CNC : tous publics (visa d'exploitation no 23768 délivré le 1er mars 1961)
- Affiche : Jean Mascii (France)

## Distribution
- Louis Jourdan : Drusco
- Sylvia Syms : Clélie
- Jean Chevrier : Porsenna, le chef des Étrusques
- Nicole Courcel : Lucille, la fille de Porsenna
- Ettore Manni : Horatius Coclès
- Paola Falchi : Aurélie
- Renaud Mary : Stravos
- Michel Piccoli : le consul Publius Valerius Publicola
- Corrado Pani : Caius Mucius Scaevola
- Nicolas Vogel : Rasmal
- María Luisa Rolando : une dame romaine
- Carlo Giustini  (VF : Roger Rudel) : Bruto
- Jacques Dufilho : le cuisinier